# 2011–2012-es moldáv labdarúgó-bajnokság (első osztály)
A 2011–2012-es Divizia Națională a moldáv labdarúgó-bajnokság legmagasabb szintű versenyének 21. alkalommal megrendezett bajnoki éve. A pontvadászat 12 csapat részvételével 2011. július 23-án kezdődött, a záró fordulót 2012 májusában rendezik. 
A címvédő a Dacia Chișinău együttese, mely a 2010–11-es szezonban fennállása első moldáv bajnoki címét ünnepelte.

## A bajnokság rendszere
A pontvadászat őszi-tavaszi lebonyolításban 12 csapat részvételével zajlik. Az első körben minden csapat minden csapattal oda-visszavágós, körmérkőzéses rendszerben játszik egymással, egyszer pályaválasztóként, egyszer pedig vendégként. A 22. forduló utáni bajnoki sorrendnek megfelelően újabb körmérkőzéseket írnak ki, az új sorsolás szerint pedig minden csapat minden csapattal még egyszer – pályaválasztóként vagy vendégként – játszik.
A pontvadászat végső sorrendjét a 33 bajnoki forduló mérkőzéseinek eredményei határozzák meg a szerzett összpontszám alapján kialakított rangsor szerint. A mérkőzések győztes csapatai 3 pontot, döntetlen esetén mindkét csapat 1-1 pontot kap. Vereség esetén nem jár pont. A bajnokság első helyezett csapata a legtöbb összpontszámot szerzett egyesület, míg az utolsó helyezett csapat a legkevesebb összpontszámot szerzett egyesület.
Azonos összpontszám esetén a bajnoki sorrendet az alábbi szempontok alapján határozzák meg:
1. az egymás ellen játszott bajnoki mérkőzések pontkülönbsége
2. az egymás ellen játszott bajnoki mérkőzések gólkülönbsége
3. az egymás ellen játszott bajnoki mérkőzéseken szerzett gólok száma
4. az egymás ellen játszott bajnoki mérkőzéseken „idegenben” szerzett gólok száma
5. a bajnoki mérkőzések gólkülönbsége
6. a bajnoki mérkőzéseken szerzett gólok száma
7. a bajnokságban elért győzelmek száma
8. sportszerűségi ranglista

A bajnokság győztese lesz a 2011–12-es moldáv bajnok, míg a 11. és 12. helyezett csapat kiesik a másodosztályba.

## Változások a 2010–2011-es szezont követően
Az eredeti kiírással ellentétben bajnokság létszáma 14-ről 12-re csökkent. A 2010–11-es bajnoki év 14. helyezettje, a Dinamo Bender egyenes ágon, a 13. helyezett CF Găgăuzia pedig élvonalbeli licenc hiányában búcsúzott az első osztálytól. A bajnoki szünetben számos variáció vetődött fel azzal kapcsolatban, hogy miként bonyolítják majd le a 2011–12-es kiírást, azonban a másodosztály első négy helyezettje, sorrendben a Locomotiv Bălți, az Ursidos Chișinău, a Dinamo-Auto Tiraspol, és az Intersport-Aroma közül végül egyik csapat sem kapott élvonalbeli licencet, így az első osztály feljutók nélkül 12 csapatra fogyatkozott mezőnnyel rajtolt el.
Búcsúzott az élvonaltól
- CF Găgăuzia, 13. helyezettként, mivel nem kapott élvonalbeli licencet
- Dinamo Bender, 14. helyezettként

## Részt vevő csapatok
| Csapat              | Székhely  | Stadion                          | 2010–11 |
| ------------------- | --------- | -------------------------------- | ------- |
| Academia UTM        | Chișinău  | Dinamo Stadion                   | 9.      |
| CSCA-Rapid Chișinău | Chișinău  | Ghidighici stadion, Ghidighici   | 8.      |
| FC Costuleni        | Costuleni | Complexul Sportiv Raional, Orhei | 10.     |
| Dacia Chișinău      | Chișinău  | Zimbru Stadion                   | 1.      |
| Iskra-Stal Rîbnița  | Rîbnița   | Orășenesc Stadion                | 5.      |
| Milsami Orhei       | Orhei     | Complexul Sportiv Raional        | 3.      |
| Nistru Otaci        | Otaci     | Călărășăuca Stadion              | 11.     |
| Olimpia Bălți       | Bălți     | Olimpia Bălți Stadion            | 6.      |
| Sfîntul Gheorghe    | Suruceni  | Suruceni stadion                 | 12.     |
| Sheriff Tiraspol    | Tiraspol  | Sheriff Stadion                  | 2.      |
| FC Tiraspol         | Tiraspol  | Sheriff Stadion                  | 7.      |
| Zimbru Chișinău     | Chișinău  | Zimbru Stadion                   | 4.      |

## A bajnokság állása
| #   | Csapat              | M | GY | D | V | G+ – G– | GK | P | Megjegyzések                                   |
| --- | ------------------- | - | -- | - | - | ------- | -- | - | ---------------------------------------------- |
| 1.  | Zimbru Chișinău     | 2 | 2  | 0 | 0 | 5–0     | +5 | 6 | 2012–2013-as Bajnokok Ligája – 2. selejtezőkör |
| 2.  | Sheriff Tiraspol    | 2 | 2  | 0 | 0 | 5–2     | +3 | 6 | 2012–2013-as Európa-liga – 2. selejtezőkör     |
| 3.  | Dacia ChișinăuCV    | 2 | 2  | 0 | 0 | 3–1     | +2 | 6 | 2012–2013-as Európa-liga – 1. selejtezőkör     |
| 4.  | Sfîntul Gheorghe    | 2 | 1  | 1 | 0 | 4–3     | +1 | 4 |                                                |
| 5.  | Nistru Otaci        | 2 | 1  | 0 | 1 | 2–2     | 0  | 3 |                                                |
| 6.  | Olimpia Bălți       | 2 | 1  | 0 | 1 | 1–2     | −1 | 3 |                                                |
| 7.  | Milsami Orhei       | 2 | 1  | 0 | 1 | 4–4     | 0  | 3 |                                                |
| 8.  | Academia UTM        | 2 | 0  | 1 | 1 | 3–4     | −1 | 1 |                                                |
| 9.  | FC Costuleni        | 2 | 0  | 1 | 1 | 2–3     | −1 | 1 |                                                |
| 10. | Iskra-Stal RîbnițaK | 2 | 0  | 1 | 1 | 2–5     | −3 | 1 |                                                |
| 11. | FC Tiraspol         | 2 | 0  | 0 | 2 | 2–4     | −2 | 0 | Divizia „A”                                    |
| 12. | CSCA-Rapid Chișinău | 2 | 0  | 0 | 2 | 1–4     | −3 | 0 | Divizia „A”                                    |

Utolsó frissítés: 2011. július 31. 
Forrás: Moldáv Labdarúgó-szövetség (románul) 
A rangsorolás alapszabályai: 1. összpontszám, 2. egymás elleni eredmények összpontszáma, 3. gólkülönbség, 4. szerzett gólok száma.
A 2011–2012-es moldáv kupa győztese a 2012–2013-as Európa-liga 2. selejtezőkörében indulhat.
(B): Bajnokcsapat, (K): Kieső csapat, (F): Feljutó csapat, (I): Kupainduló, (R): A rájátszás győztese, (KGY): Kupagyőztes

## Eredmények

### Az 1–22. forduló eredményei
| Hazai \ Vendég1     | ACA | COS | CSC | DAC | ISK | MIL | NIS | OLI | SFÎ | SHE | TIR | ZIM |
| Academia UTM        |     |     |     |     |     |     |     |     |     |     |     |     |
| FC Costuleni        | 1–1 |     |     |     |     |     |     |     |     |     |     |     |
| CSCA-Rapid Chișinău |     |     |     | 1–2 |     |     |     |     |     |     |     |     |
| Dacia Chișinău      |     |     |     |     |     |     | 1–0 |     |     |     |     |     |
| Iskra-Stal Rîbnița  |     |     |     |     |     |     |     |     |     |     |     | 0–3 |
| Milsami Orhei       | 3–2 |     |     |     |     |     |     |     |     |     |     |     |
| Nistru Otaci        |     |     |     |     |     | 2–1 |     |     |     |     |     |     |
| Olimpia Bălți       |     |     |     |     |     |     |     |     |     |     | 1–0 |     |
| Sfîntul Gheorghe    |     | 2–1 |     |     | 2–2 |     |     |     |     |     |     |     |
| Sheriff Tiraspol    |     |     | 2–0 |     |     |     |     |     |     |     |     |     |
| FC Tiraspol         |     |     |     |     |     |     |     |     |     | 2–3 |     |     |
| Zimbru Chișinău     |     |     |     |     |     |     |     | 2–0 |     |     |     |     |

Utolsó felvett mérkőzés dátuma: 2011. július 31. 
Forrás: Moldáv Labdarúgó-szövetség (románul) 
1A hazai csapatok a bal oldali oszlopban szerepelnek.
Színek: Zöld = hazai győzelem; Sárga = döntetlen; Piros = vendéggyőzelem.
 

### A 23–33. forduló eredményei
| Hazai \ Vendég1     | ACA | COS | CSC | DAC | ISK | MIL | NIS | OLI | SFÎ | SHE | TIR | ZIM |
| Academia UTM        |     |     |     |     |     |     |     |     |     |     |     |     |
| FC Costuleni        |     |     |     |     |     |     |     |     |     |     |     |     |
| CSCA-Rapid Chișinău |     |     |     |     |     |     |     |     |     |     |     |     |
| Dacia Chișinău      |     |     |     |     |     |     |     |     |     |     |     |     |
| Iskra-Stal Rîbnița  |     |     |     |     |     |     |     |     |     |     |     |     |
| Milsami Orhei       |     |     |     |     |     |     |     |     |     |     |     |     |
| Nistru Otaci        |     |     |     |     |     |     |     |     |     |     |     |     |
| Olimpia Bălți       |     |     |     |     |     |     |     |     |     |     |     |     |
| Sfîntul Gheorghe    |     |     |     |     |     |     |     |     |     |     |     |     |
| Sheriff Tiraspol    |     |     |     |     |     |     |     |     |     |     |     |     |
| FC Tiraspol         |     |     |     |     |     |     |     |     |     |     |     |     |
| Zimbru Chișinău     |     |     |     |     |     |     |     |     |     |     |     |     |

Utolsó felvett mérkőzés dátuma: 2011. július 31. 
Forrás: Moldáv Labdarúgó-szövetség (románul) 
1A hazai csapatok a bal oldali oszlopban szerepelnek.
Színek: Zöld = hazai győzelem; Sárga = döntetlen; Piros = vendéggyőzelem.
 